# El temple
El temple (títol original en anglès, Armed Response) és una pel·lícula d'acció i terror estatunidenca del 2017 dirigida per John Stockwell i protagonitzada per Wesley Snipes, que també en va ser productor. Anne Heche, Dave Annable i Seth Rollins coprotagonitzen la pel·lícula. V ser produïda per Erebus Pictures, una col·laboració entre WWE Studios i Gene Simmons. S'ha doblat i subtitulat al català.